# Gamelioides elainae
Gamelioides elainae är en fjärilsart som beskrevs av Lemaire 1966. Gamelioides elainae ingår i släktet Gamelioides och familjen påfågelsspinnare. Inga underarter finns listade i Catalogue of Life.